# 史锁茹
史锁茹（1975年—），女，汉族，河南三门峡人，中华人民共和国政治人物，中国共产党党员。大学学历。现任中共卢氏县委常委兼组织部部长。

## 生平
史锁茹从1995年11月开始在三门峡工作，历任湖滨区高庙乡政府办秘书兼乡团委书记、湖滨区党史方志办副主任、三门峡市妇联办公室主任、三门峡市妇联副主席兼党组成员等职。
2019年1月，史锁茹进入卢氏县政坛，任中共卢氏县委常委、统战部部长兼县政协党组副书记，后调任县组织部部长。2021年8月，史锁茹续任中共卢氏县第十三届县委常委。